# Tomma mängden
Den tomma mängden betecknad med ∅ (ibland används i stället beteckningen {}), är den mängd som inte innehåller några element. Den är delmängd till varje annan mängd och till sig själv. Att den inte innehåller några element är samma sak som att den har kardinaliteten 0. 
I gängse axiomatiseringar av mängdlära finns bara en tom mängd. Detta följer av extensionalitetsaxiomet som säger att två mängder är lika om de har samma element, det vill säga A = B precis om
(1)   {\displaystyle x\in A\Leftrightarrow x\in B}.
Om A och B är tomma är ekvivalensen (1) trivialt sann, vilket medför A = B. Symbolen ∈ eller {\displaystyle \in } beskriver elementrelationen tillhör.